# Pestalotia stevensonii
Pestalotia stevensonii är en svampart som beskrevs av Peck 1877. Pestalotia stevensonii ingår i släktet Pestalotia och familjen Amphisphaeriaceae.   Inga underarter finns listade i Catalogue of Life.